# Wilchuwatka (rejon iziumski)
Wilchuwatka (ukr. Вільхуватка) – wieś na Ukrainie, w obwodzie charkowskim, w rejonie iziumskim. W 2001 liczyła 296 mieszkańców, spośród których 268 posługiwało się językiem ukraińskim, 24 rosyjskim, 1 białoruskim, 1 ormiańskim, a 2 innym.